# Thibaut Bourgeois
Thibaut Bourgeois est un ancien footballeur professionnel français, né le 5 janvier 1990 à Metz (Moselle) qui évoluait au poste d'attaquant. Il a passé la majeure partie de sa carrière au Football Club de Metz et à l'UN Käerjéng 97. A 34 ans, il décide de retourner dans le club de son enfance le FC Pierrevillers.
Il a également été international français dans plusieurs catégories de jeunes entre 2005 et 2010.

## Palmarès
- Champion de France des Benjamins en 2003 avec le FC Metz
- Champion de France UNSS en 2005 avec le FC Metz
- Champion de France des moins de 16 ans en 2007 avec le FC Metz
- Champion de France de Ligue 2 en 2014 avec le FC Metz